# Lápi ezerjófű
A lápi ezerjófű (keskeny levelű ezerjófű, Centaurium uliginosum, Centaurium littorale ssp. uliginosum)  a tárnicsfélék (Gentianaceae) családjába tartozó gyógynövény.

## Származása, elterjedése
Magyarországon mindenfelé előfordul a sík vidékeken.

## Megjelenése, felépítése
Rózsaszínes-lilás színükkel feltűnő virágai tömött bogernyőkben nyílnak; minél jobb a vízellátás, annál nagyobbak a virágok.

## Életmódja, élőhelye
Egy- vagy kétnyári növény. Június–augusztusban virágzik.
Leginkább nedves réteken, mocsárréteken, olykor vízzel elöntött szikeseken nő. Élőhelyein tömegesen jelenik meg.

## Felhasználása
Egyik legfontosabb gyógynövényünk: szárított levele, szára és virága egyaránt a gyomor- és bélműködés javítására használatos.
Likőröket, gyomorkeserűket is ízesítenek vele.
Napsütötte, de nedves kertrészekbe szívesen ültetik.